# Honky Tonk Heaven
Honky Tonk Heaven è un doppio album discografico di raccolta a nome The Flying Burrito Brothers Featuring Gram Parsons, pubblicato (solo nei Paesi Bassi) dalla casa discografica A&M Records nel 1973.

## Tracce

### LP
Lato A
1. Tonight the Bottle Let Me Down – 2:52 (Merle Haggard) – Registrato (circa) fine 1970 al Sound Factory, Hollywood, California
2. Angel – 3:08 (Autore ignoto) – Registrato tra il 1968-1973 a Hollywood, California
3. Close Up the Honky Tonks – 2:16 (Red Simpson) – Registrato tra il 1968-1973 a Hollywood, California
4. Green, Green Grass of Home – 4:02 (Curly Putnam, Sheb Wooley) – Registrato tra il 1968-1973 a Hollywood, California
5. Break My Mind – 2:20 (John D Loudermilk) – Registrato tra il 1968-1973 a Hollywood, California
6. Just Because – 1:44 (Bob Shelton, Joe Shelton) – Registrato tra il 1968-1973 a Hollywood, California

Lato B
1. Dim Lights – 2:53 (Max Adler) – Registrato tra il 1968-1973 a Hollywood, California
2. Crazy Arms – 2:45 (Charles Chuck Seals, Ralph Mooney) – Registrato tra il 1968-1973 a Hollywood, California
3. Boney Moroney – 2:55 (Larry Williams) – Registrato tra il 1968-1973 a Hollywood, California
4. Sing Me Back Home – 3:49 (Merle Haggard) – Registrato (circa) fine 1970 al Sound Factory, Hollywood, California
5. Six Days on the Road – 2:55 (Earl Green, Carl Montgomery) – Registrato tra il 1968-1973 a Hollywood, California
6. To Love Somebody – 3:18 (Robin Gibb, Barry Gibb) – Registrato tra il 1968-1973 a Hollywood, California

Lato C
1. Honky Tonk Woman – 4:17 (Mick Jagger, Keith Richards) – Registrato tra il 1968-1973 a Hollywood, California
2. Lodi – 3:03 (John Fogerty) – Registrato tra il 1968-1973 a Hollywood, California
3. Together Again – 3:09 (Buck Owens) – Registrato tra il 1968-1973 a Hollywood, California
4. Did You See – 3:04 (Richard James Roberts) – Registrato tra il 1968-1973 a Hollywood, California
5. Beat the Heat – 1:29 (Pete Kleinow) – Registrato tra il 1968-1973 a Hollywood, California

Lato D
1. Pick Me Up on Your Way Down – 2:41 (Harlan Howard) – Registrato tra il 1968-1973 a Hollywood, California
2. Payday – 3:08 (Jesse Winchester) – Registrato tra il 1968-1973 a Hollywood, California
3. In My Own Small Way – 3:00 (Richard James Roberts) – Registrato tra il 1968-1973 a Hollywood, California
4. Feel Good Music – 3:15 (Richard James Roberts) – Registrato tra il 1968-1973 a Hollywood, California
5. Here Tonight – 3:27 (Gene Clark) – Registrato tra il 1968-1973 a Hollywood, California[1]

## Musicisti
- Gram Parsons - voce solista, piano (da A1 a B6 e da C1 a C3)
- Herb Pedersen - chitarra acustica, armonie vocali (da A1 a B6)
- Rick Roberts - chitarra acustica, voce (C4, D3 e D4)
- Bernie Leadon - chitarra elettrica, voce
- Sneaky Pete Kleinow - chitarra pedal steel
- Chris Hillman - basso, voce
- Michael Clarke - batteria
- Gene Clark - voce (solo nel brano Here Tonight)

Note aggiuntive
- Jim Dickson - produttore
- Harald Priedöhl - art direction copertina album originale
- Myosotis - design copertina album originale